# U-19-Fußball-Asienmeisterschaft 2021
Die 41. U-19-Fußball-Asienmeisterschaft (offiziell: 2021 AFC U-19 Championship) sollte vom 3. bis zum 20. März 2021 in Usbekistan ausgetragen werden, nachdem sie bereits zuvor vom 14. bis zum 31. Oktober 2020 geplant war. Im Januar 2021 gab die AFC wegen der fortlaufenden Corona-Pandemie die Absage des Turniers bekannt.
Es sollten 16 Mannschaften zunächst in der Gruppenphase in vier Gruppen und danach im K.-o.-System gegeneinander antreten. Titelverteidiger wäre Saudi-Arabien gewesen. Das Turnier sollte als asiatische Qualifikation für die U-20-Fußball-Weltmeisterschaft 2021 in Indonesien dienen, für die sich neben Gastgeber Indonesien die besten vier Mannschaften qualifiziert hätten. Die U-20-WM 2021 wurde allerdings ebenfalls abgesagt.

## Teilnehmer

### Qualifikation
Von den 47 Mitgliedsverbänden der AFC meldeten sich 46 zur Teilnahme an. Die Auslosung der Gruppen fand am 9. Mai 2019 in Kuala Lumpur statt. Die Mannschaften wurden dabei nach ihrer geographischen Lage in die Westregion, bestehend aus West-, Zentral- und Südasien, und die Ostregion, bestehend aus Südost- und Ostasien, verteilt. Die Westregion setzte sich aus einer Gruppe mit fünf und fünf Gruppen mit je vier Mannschaften und die Ostregion aus einer Gruppe mit fünf und vier Gruppen mit je vier Mannschaften zusammen.
Die Gruppen wurden vom 2. bis zum 6. Oktober (Gruppe C), vom 2. bis zum 10. November 2019 (Gruppen B und D bis K) sowie vom 22. bis zum 30. November 2019 (Gruppe A) als Miniturniere ausgetragen, bei denen je einer der Teilnehmer als Gastgeber einer Gruppe fungierte. Jede Mannschaft spielte einmal gegen jede andere ihrer Gruppe. Die elf Gruppensieger und die fünf besten Zweitplatzierten qualifizierten sich für die Endrunde. Der Gastgeber aus Usbekistan nahm ebenfalls an der Qualifikation teil, war aber automatisch für die Endrunde gesetzt.
Südkorea konnte sich zum insgesamt 39. Mal für die Endrunde qualifizieren und bleibt damit Rekordteilnehmer. Dicht dahinter folgt der Nachbar Japan mit 38 sowie mit 24 bzw. 21 Teilnahmen Malaysia und der Iran. Für Bahrain, den Iran, den Jemen und Gastgeber Usbekistan ist es jeweils die erste Teilnahme nach 2016, für Laos die erste nach 2004 und für Kambodscha die erste nach 1974. Auf der anderen Seite überstanden mit China, Chinese Taipei, Jordanien, Nordkorea, Thailand sowie den Vereinigten Arabischen Emiraten sechs Teilnehmer von 2018 die Qualifikation nicht.

### Auslosung
Die Gruppenauslosung fand am 18. Juni 2020 in der malaysischen Hauptstadt Kuala Lumpur statt. Die Mannschaften wurden entsprechend ihren Platzierungen bei der letzten Austragung im Oktober 2018 auf vier Lostöpfe verteilt und in vier Gruppen mit jeweils vier Mannschaften gelost. Gastgeber Usbekistan war bereits als Gruppenkopf der Gruppe A gesetzt.
- Lostopf 1: Usbekistan, Saudi-Arabien, Südkorea, Katar
- Lostopf 2: Japan, Tadschikistan, Australien, Indonesien
- Lostopf 3: Malaysia, Irak, Vietnam, Kambodscha
- Lostopf 4: Iran, Jemen, Bahrain, Laos

Die Gruppen waren wie folgt geplant:
| Gruppe A   | Gruppe B | Gruppe C      | Gruppe D      |
| ---------- | -------- | ------------- | ------------- |
| Usbekistan | Südkorea | Saudi-Arabien | Katar         |
| Indonesien | Japan    | Australien    | Tadschikistan |
| Kambodscha | Irak     | Vietnam       | Malaysia      |
| Iran       | Bahrain  | Laos          | Jemen         |

## Spielorte
Bei der Bekanntmachung des ersten Spielplans im Juni 2020 wurden von der AFC die vier Stadien in den drei Städten Namangan, Olmaliq und Taschkent als Spielorte genannt, die alle im Osten Usbekistans lagen. Im Bunyodkor-Stadion wären sowohl das Eröffnungs- als auch das Endspiel ausgetragen worden.
Zwei der vier Stadien hätten über eine Kapazität zwischen 10.000 und 25.000 Zuschauern verfügt. Das größte vorgesehene Stadion war das Bunyodkor-Stadion mit einer Kapazität von 34.000 Zuschauern, das kleinste Stadion hingegen, das Lokomotiv-Stadion, hätte Platz für 8.000 Zuschauer geboten.
| Namangan                                  | Olmaliq                           | Taschkent                          | Taschkent                           |
| ----------------------------------------- | --------------------------------- | ---------------------------------- | ----------------------------------- |
| Zentralstadion Namangan Kapazität: 22.500 | Olmaliq-Stadion Kapazität: 12.000 | Lokomotiv-Stadion Kapazität: 8.000 | Bunyodkor-Stadion Kapazität: 34.000 |
|                                           |                                   |                                    | Bunyodkor Stadium                   |